# クオンタムリープ
クオンタムリープ株式会社は東京都港区赤坂に本社のあるベンチャー企業の育成支援などを行う、出井伸之が設立した。会社である。社名の「クオンタムリープ」とは、量子力学で「非連続の飛躍」を意味する。

## 概略
2006年（平成18年）、出井伸之は日本でベンチャー企業を育成し、日本でブレイクスルーさせる仕掛けを作るために「クオンタムリープ株式会社」を創業した。また、出井はソニーで培った経営手腕や人脈を生かし、ベンチャーの支援や若手起業家の育成などを円滑に進める為、コミュニティの法人会員組織「Club100」を開設した。
クオンタムリープ株式会社はビジネスコンセプトに「日本とアジアの「人」・「技術」・「資本」を掛け合わせイノベーションを引き起こし、次世代ビジネスと次世代リーダーを生み出すプラットフォームとなる」ことを掲げている。
現在、企業の中には、既存のコア事業の拡大・延命を目指す「XYZ戦略」と、将来のビジネスの柱を創出し、育てる「ABC戦略」が共存している。クオンタムリープ株式会社は後者の「ABC戦略」を重視して、新たな分野に挑戦する経営者、起業家たちを経営サポートして、ビジネス展開していく。
産経新聞のインタビューで出井は、「ソニーが成長を遂げてきたように、ベンチャー企業もある時、パーンと伸びることがある。そういう非連続の飛躍を手助けしたいと思って、この会社を作った」と語った。

## 事業内容
ビジネスエグゼキューション事業
未来視点から“新たなビジョン”や“戦略”を策定し その実現を支援するコンサルティングプログラムを提供する。
イノベーションコミュニティ事業
次世代を担う企業・リーダー達が業種・業態を超えて 集い、議論し、協業し、事業創造する場の創出する。

## グループ企業
- クオンタムリープアジア株式会社
- クオンタムリープ・キャピタル・パートナーズ株式会社
- クオンタムリープデジタルファーミング株式会社
- クオンタムリープ・フードイノベーション株式会社

## 役員
- 代表取締役社長 - 中村智広
- 代表取締役副会長 - 橋谷義典
- 取締役 - 岡田まり
- 監査役 - 小池良輔（奥野総合法律事務所）